# Piaseczno
Pour les articles homonymes, voir Piaseczno (homonymie).
Piaseczno (prononciation : [pʲaˈsɛt͡ʂnɔ]) est une ville de la voïvodie de Mazovie, dans le nord-est de la Pologne, située le long de la route nationale no 8, tronçon polonais de la Via Baltica.
Elle est située approximativement à 16 kilomètres au sud de Varsovie, capitale de la Pologne.
Elle couvre une surface de 16,22 km2 et comptait 44 017 habitants en 2013.
Piaseczno est le siège administratif (chef-lieu) du powiat de Piaseczno, ainsi que de la gmina de même nom.
Située au sud de Varsovie, c’est une ville résidentielle de la banlieue immédiate de la capitale, fortement dépendante de celle-ci autant du point de vue économique que culturel.

## Histoire
Fondée au XIVe siècle, Piaseczno obtient le statut de ville en 1429.

### Guerres napoléoniennes
De 1806 à 1807 une unité de cavalerie française était stationnée dans la ville dans le cadre des guerres napoléoniennes, et de 1808 à 1811 elle a été remplacée par le 1er régiment de chevau-légers lanciers polonais de la Garde impériale. Le congrès de Vienne a vu son territoire cédé à la Russie en 1815.
En 1825, la route depuis Varsovie et, peu de temps après, le chemin de fer crée des liens vers Varsovie. Par la suite, Piaseczno connait une période de reprise économique.

### Première Guerre mondiale
Au cours de la Première Guerre mondiale, de septembre à octobre 1914, Piaseczno a été le site de violents combats entre les forces allemandes et russes dans la bataille de Varsovie. 

En mai 1917, le nouveau conseil municipal a tenu sa première réunion du conseil.

En novembre 1918, la gendarmerie allemande capitule.
Le 4 juin 1928, le président polonais Ignacy Mościcki a posé la première pierre pour la maison populaire et en 1933 le maréchal Józef Piłsudski a été fait citoyen d'honneur de la ville.

### Seconde Guerre mondiale
La Seconde Guerre mondiale a commencé pour la ville les 9 et 10 septembre 1939, lorsque le 54e régiment d'artillerie légère polonais a mené une escarmouche avec une division blindée allemande. L'occupation nazie a pris fin le 17 janvier 1945, lorsque la 1re brigade blindée entra dans la ville sans combat.
En 1940, pendant l'occupation nazie de la Pologne, les autorités allemandes ont établi un ghetto juif à Piaseczno afin de limiter sa population juive dans le but de persécution et d'exploitation. Le ghetto a été liquidé en janvier 1941, lorsque tous ses 2 500 habitants ont été transportés dans des wagons à bestiaux au ghetto de Varsovie, le plus grand ghetto de tous, contrôlé par les nazis, qui comprenait plus de 400000 Juifs entassés dans une zone de 3,4 kilomètres2. De là, la plupart des victimes ont été envoyées vers le camp d'extermination de Treblinka,,,.

### Mairie
La Mairie d'origine a été brûlée en 1655 par les Suédois pendant Le Déluge, puis lors d'un deuxième incendie accidentel en 1730. Un troisième hôtel de ville a été construit au milieu du XVIIIe siècle, mais a été brûlé au cours de l'insurrection de Kościuszko en 1794. En 1815, les Russes ont commencé à le reconstruire et l'actuel hôtel de ville a été construit dans un style classique entre 1823-1824.

### Période récente
De 1975 à 1998, elle fait partie de la voïvodie de Varsovie.

## Personnalités liées
- Roman Juszkiewicz (1952-2012), astrophysicien polonais

## Relations internationales

### Jumelages
La ville de Piaseczno est jumelée avec :
- Upplands Vasby (Suède)
- Commune de Harku (Estonie)
- Novohrad-Volynskyi (Ukraine)
- Guadix (Espagne)
- La Calmette (Gard)  (France)